# Picholine
La Picholine è la cultivar di olivo più diffusa in Francia. Anche se viene usata anche per ottenere olio d'oliva è meglio conosciuta come oliva da cocktail.

## Generalità
La Picholine è originaria della regione di Gard nella Francia meridionale, sebbene oggi sia più comune in Provenza e in altre parti della Francia e in Italia, è diffusa anche in Marocco, Israele, Cile, Stati Uniti e in altri luoghi del mondo.

### Sinonimi
La Picholine è conosciuta localmente con molti nomi diversi. In Gard e Francia meridionale è chiamata Coiasse, Plant de Collias, Fausse Lucques o Lucques Batarde. In Tunisia si chiama Judoleine, mentre in altri paesi è spesso chiamato Picholine de Languedoc data la sua regione di provenienza (Gard fa parte della Linguadoca).

## Caratteristiche

### Botaniche
L'albero è di media grandezza; la chioma è mediamente densa, espansa e leggermente assurgente, ma assume una forma bassa quando è carico di frutti.Si tratta di una cultivar di medio vigore, con una forma di crescita aperta. La capacità rizogena è media. L'infiorescenza è media sia in lunghezza che per numero di mignole.
La raccolta avviene nel mese di ottobre e novembre, mentre ancora il frutto è ancora verde, per l'impiego come olive da tavola. Nel caso vengano raccolte per la produzione di olio, le olive vengono raccolte in seguito, una volta invaiate. Il periodo esatto per effettuare il raccolto è a giudizio del singolo agricoltore: una raccolta anticipata dà un sapore fruttato, mentre una successiva porta un sapore più dolce.
La Picholine, dato che la polpa si stacca facilmente dal nocciolo, è più degna di nota per il suo uso come un'oliva da cocktail, e a tal fine sono trattate con liscivia, poi fermentate in salamoia per un massimo di un anno, dando loro un sapore leggermente salato. È anche usata per l'estrazione di olio, di qualità elevata e dalla resa media: di solito ne può essere estratto il 19-21%, ma le piante in zone irrigue a volte hanno una resa di solo 15-18%. Il gusto dell'olio è fruttato con sentore di amaro e piccante.

### Agronomiche
È considerata una cultivar dall'entrata in produzione precoce e maturazione tardiva, di produzione buona e costante. Si adatta bene anche a diverse tipologie di climi e terreni.
Si concorda generalmente che sia solo parzialmente autofertile, in modo che possa trarre vantaggio da una certa presenza di impollinatori. Tra le cultivar di olivo utilizzate per l'impollinazione vi sono Bouteillan, Leccino, Lucques, Manzanilla e Sigoise.
È sensibile ad alcuni parassiti organici, tra cui Gloeosporium olivarum, Piralide/Margaronia e Tripide dell'olivo . È piuttosto vulnerabile al freddo: mentre un albero adulto può sopportare temperature fino a -12/-14 °C, gli alberi giovani hanno bisogno di temperature molto più elevate per sopravvivere. Questo può essere un problema nelle regioni di Gard e della Provenza, dove gli inverni sono spesso rigidi.